# Andon Zako Çajupi

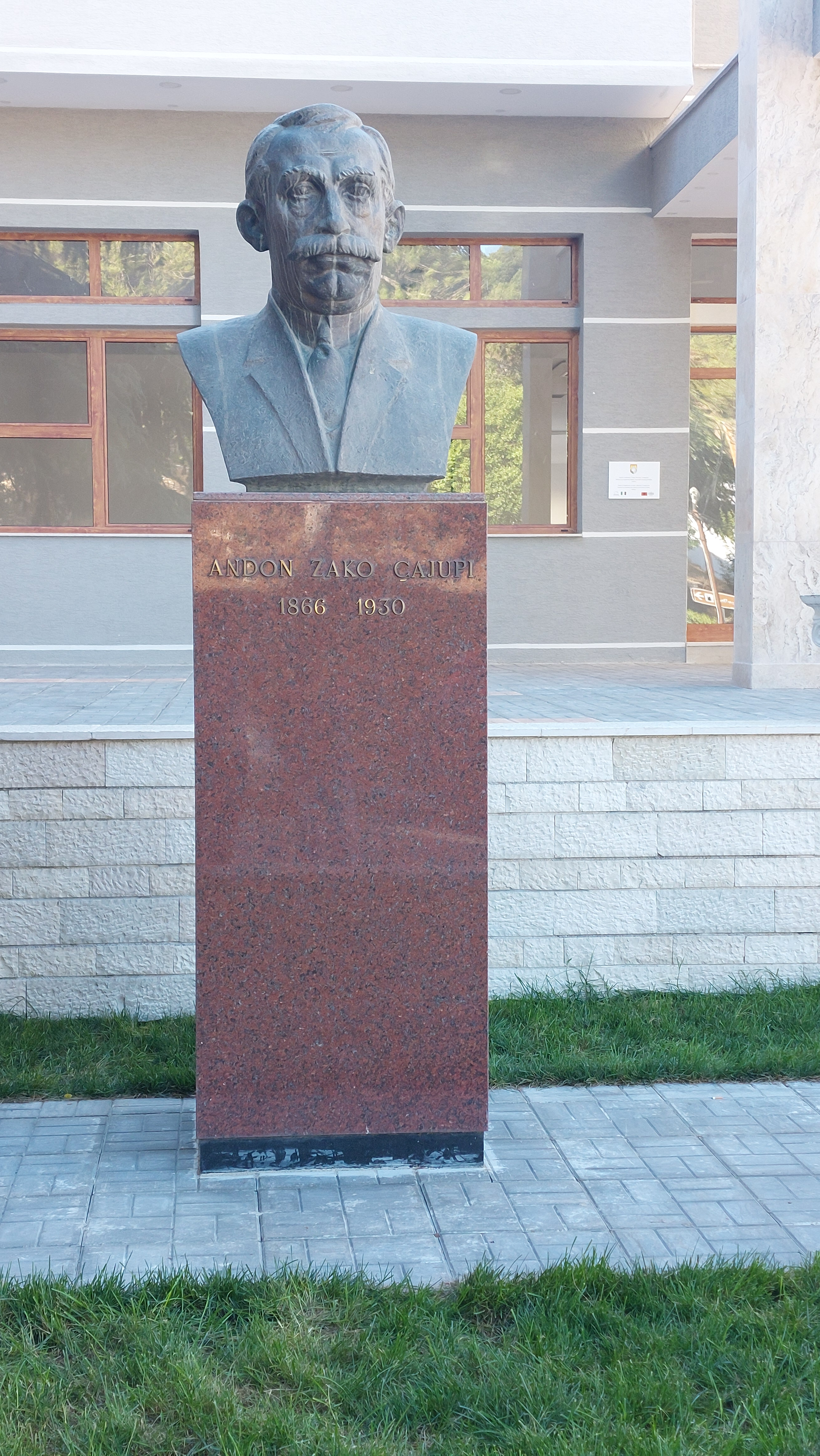
Büste von Andon Zako Çajupi in Gjirokastra

Andon Zako Çajupi (eigentlich Andon Çako; * 27. März 1866 in Sheper in der Zagoria, Südalbanien; † 11. Juli 1930 in Kairo, Ägypten) war ein albanischer Schriftsteller und Übersetzer. Er gehörte der albanischen Nationalbewegung an.

## Leben
Çajupi studierte in Ägypten und in der Schweiz Recht. Nach kurzer Tätigkeit als Rechtsanwalt wandte er sich völlig der Schriftstellerei zu. Zu Lebzeiten vor allem durch Lyrik wie in Das neue Testament bekannt, wurden nach seinem Tode auch Dramen wie Der Mann der Erde veröffentlicht. Zudem arbeitete Çajupi als Übersetzer aus dem Französischen.

## Werke (Auswahl)
- Baba-Tomorri (Gedichtsammlung, 1902)
- Burri i dheut („Der Mann der Erde“, Drama über Skanderbeg, 1937 veröffentlicht)
- Pas vdekjes („Nach dem Tod“, Einakter, 1937 veröffentlicht)